# هالنبرغ
هالنبرغ (بالألمانية: Hallenberg) هي بلدة ألمانية تقع في ألمانيا في Hochsauerlandkreis.  يقدر عدد سكانها بـ 4,448 نسمة .

## معرض صور

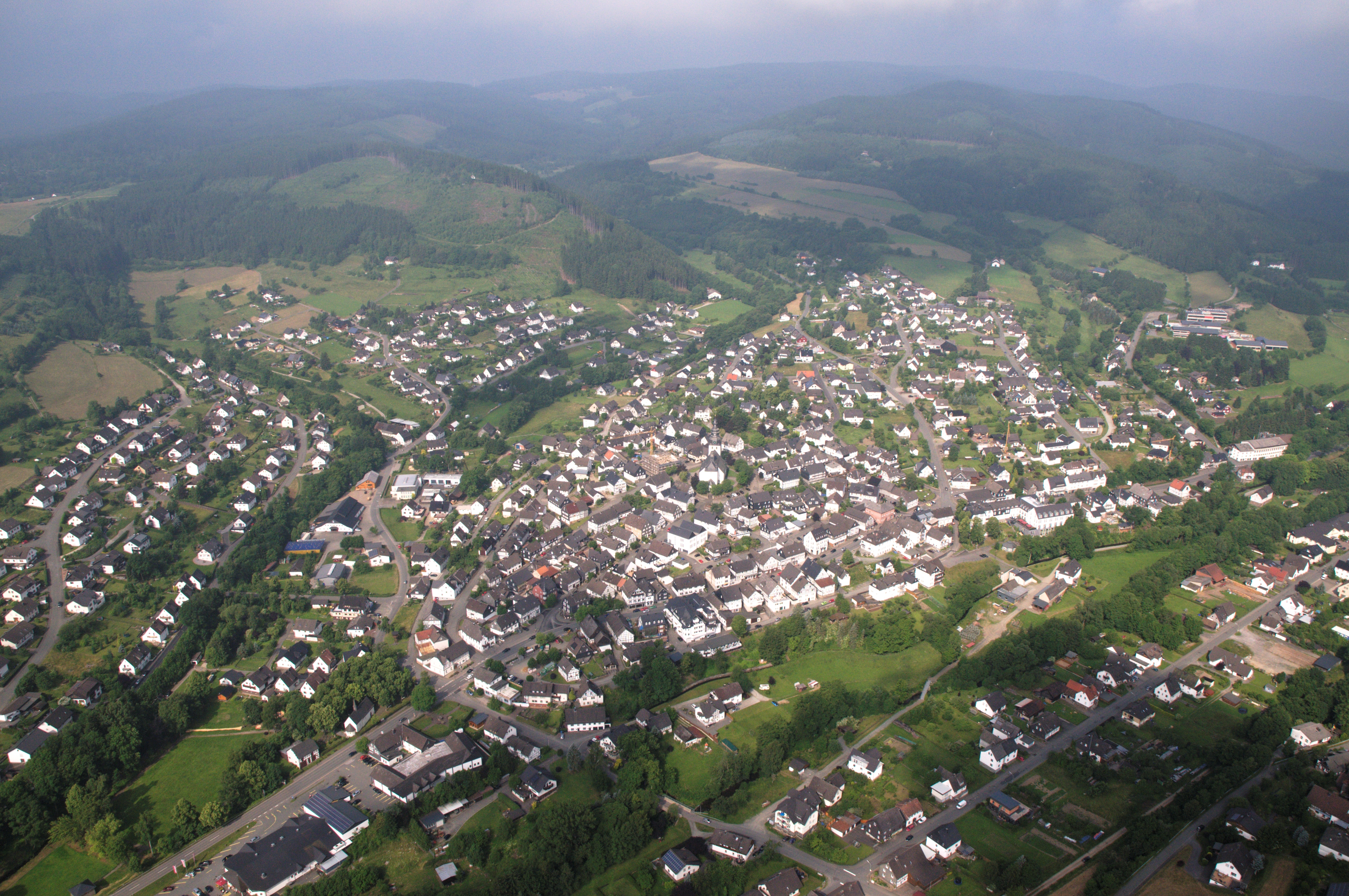
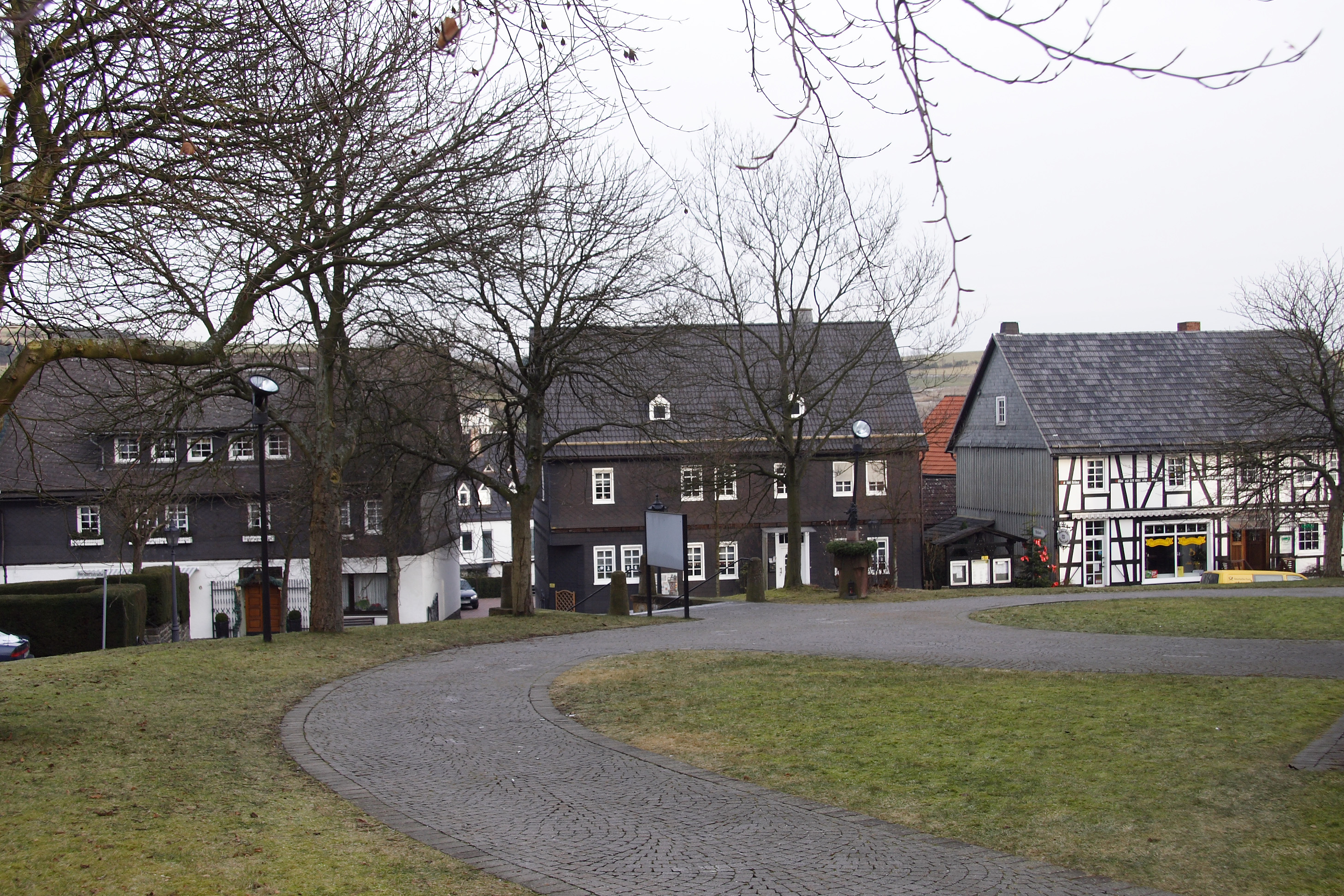
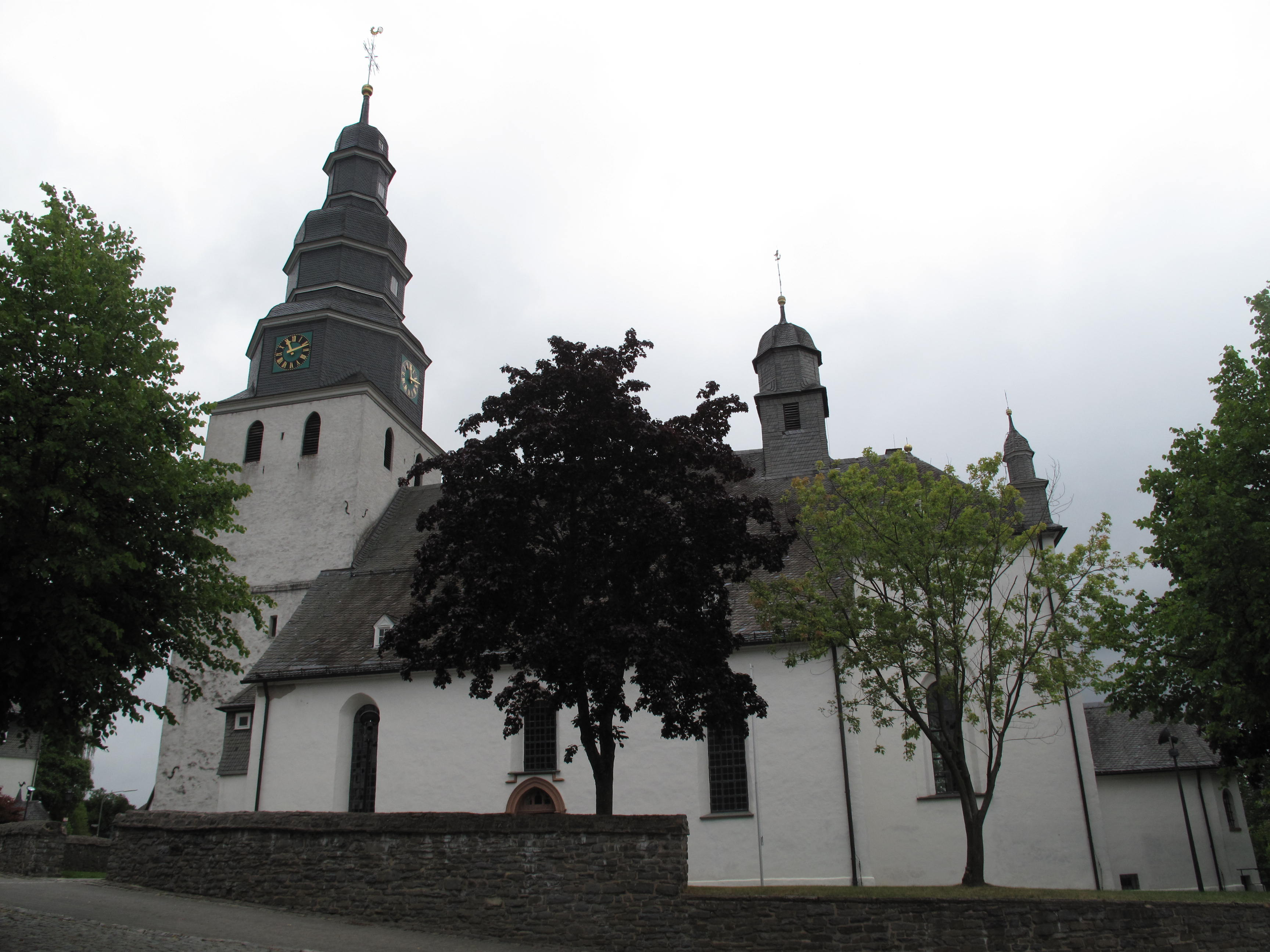
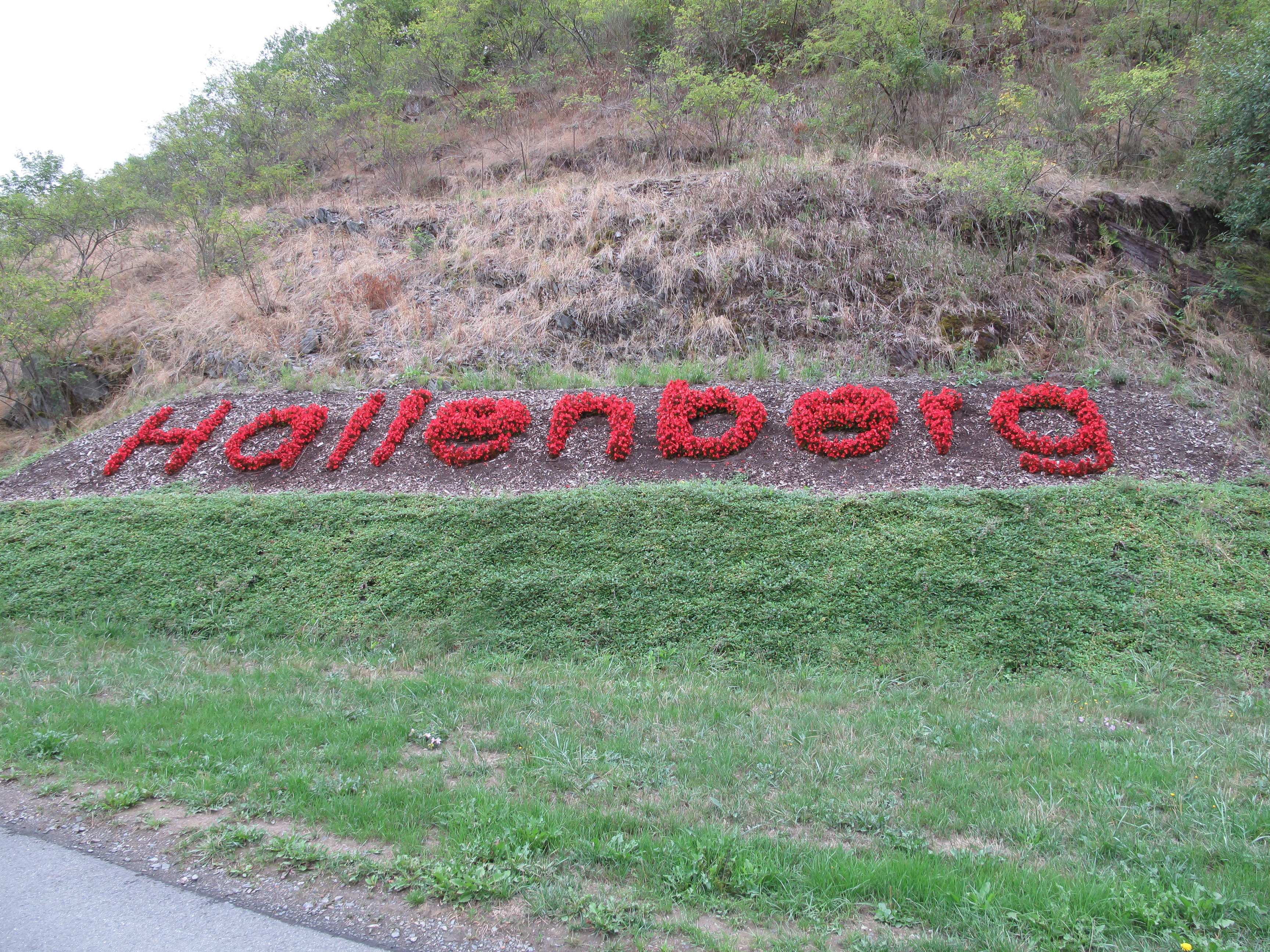

## أعلام
- أدولف فينكلمان